# Bataille de La Garnache
Guerre de Vendée
Batailles
La bataille de La Garnache se déroule le 27 novembre 1793 lors de la guerre de Vendée.

## Prélude
Alors que le gros des forces vendéennes et républicaines sont engagées au nord de la Loire dans la Virée de Galerne, en Vendée le général Nicolas Haxo est chargé de reprendre l'île de Noirmoutier et de détruire l'armée de Charette. Haxo sort de Nantes le 21 novembre. Après avoir mené quelques fouilles dans les bois et les hameaux des environs de Saint-Philbert-de-Bouaine,, il prend Legé le 23 novembre et entre dans la ville de Machecoul le 26 après un petit combat,. Pendant ce temps, le général Dutruy se met en marche au sud depuis Les Sables le 22 novembre. Le 27, une de ses colonnes, commandée par Aubertin, attaque Charette à La Garnache,. Le général vendéen était alors sorti de son refuge de Touvois pour tenter une nouvelle attaque pour reprendre Machecoul.

## Forces en présence
Dans ses mémoires, l'adjudant-général Aubertin déclare qu'il commande 1 000  à   1 100 hommes lors de ce combat. Ce nombre est repris par Émile Gabory. Le général Haxo évoque quant à lui 1 500 hommes,. D'après Aubertin, la colonne est constituée de 455 hommes du 11e bataillon de volontaires d'Orléans,,,, de détachements des 109e et 110e régiments d'infanterie, ainsi que de quelques autres corps, de grenadiers mayençais et d'un canon de 4 livres servi par des artilleurs du 1er bataillon de volontaires du Bas-Rhin. 
Selon Aubertin, les Vendéens sont 8 000,, tandis que Haxo dans son rapport à Vimeux, parle de 3 000 à 4 000 rebelles. Les forces vendéennes sont commandées par Charette, Joly et Savin.

## Déroulement
D'après le récit laissé par Aubertin dans ses mémoires, sa colonne, arrivée depuis peu à Machecoul, reçoit l'ordre dans la nuit du 26 au 27 novembre de mener une reconnaissance sur la route de Challans. Les républicains se mettent en marche au matin et rencontrent une colonne vendéenne près de La Garnache. Aubertin fait alors avancer ses troupes au pas de course pour qu'elles prennent position sur une hauteur située entre les deux armées. La pièce d'artillerie ouvre le feu, les tirailleurs républicains engagent le combat et les Vendéens battent en retraite sans opposer une grande résistance. 
Ce récit est confirmé par les mémoires de l'officier royaliste Pierre-Suzanne Lucas de La Championnière, qui indique que l'avant-garde, constituée de chasseurs à pied menés par Charette, prend la fuite face aux tirailleurs républicains, ce qui provoque la débandade du reste de l'armée.  
Selon Aubertin, les Vendéens se rallient au bourg de La Garnache. Les républicains les poursuivent mais manquent de cavalerie pour provoquer une déroute. À La Garnache, Aubertin fait déployer ses troupes sur une colline dominant le bourg et le château. Après un nouveau combat, les Vendéens prennent la fuite et les républicains s'emparent du bourg. D'après Lucas de La Championnière, l'armée ne se rallie qu'à Saint-Gervais, puis se replie sur Beauvoir-sur-Mer.

## Conséquences
Charette bat en retraite sur Saint-Gervais. Aubertin reste quant à lui à La Garnache pendant 48 heures. Il reçoit ensuite l'ordre de se porter à Beauvoir-sur-Mer. 
De son côté, Haxo fait sa jonction avec la colonne de Jordy le 28 novembre à Legé. Les forces de Dutruy rejoignent également celles d'Haxo à Machecoul.